# Ouzouer-sous-Bellegarde
Ouzouer-sous-Bellegarde település Franciaországban, Loiret megyében. Lakosainak száma 314 fő (2022. január 1.). Ouzouer-sous-Bellegarde Mézières-en-Gâtinais, Auvilliers-en-Gâtinais, Bellegarde, Fréville-du-Gâtinais, Ladon, Quiers-sur-Bézonde és Villemoutiers községekkel határos.

## Népesség
A település népességének változása:
| Lakosok száma | 246  | 219  | 256  | 254  | 310  | 310  | 313  | 313  | 313  | 314  |
|               | 1968 | 1982 | 1990 | 2006 | 2013 | 2015 | 2017 | 2019 | 2020 | 2022 |